# ماريو إتش غوتفريد غوتيريز
ماريو إتش غوتفريد غوتيريز (بالإسبانية: Mario H. Gottfried Gutiérrez)‏ هو طيار وشخصية أعمال مكسيكي، ولد في 7 سبتمبر 1919 في مدينة مكسيكو في المكسيك، وتوفي بنفس المكان في 2 نوفمبر 1999.